# Waarmaarde
Waarmaarde est une section de la commune belge d'Avelgem, en province de Flandre-Occidentale. C'était une commune à part entière avant la fusion des communes de 1977.

## Géographie
Waarmaarde est limitrophe des localités suivantes : Tiegem, Kerkhove, Ruien, Avelgem et Otegem.
Le village est situé le long de l'Escaut, au sud-est de la Flandre-Occidentale.

## Notes

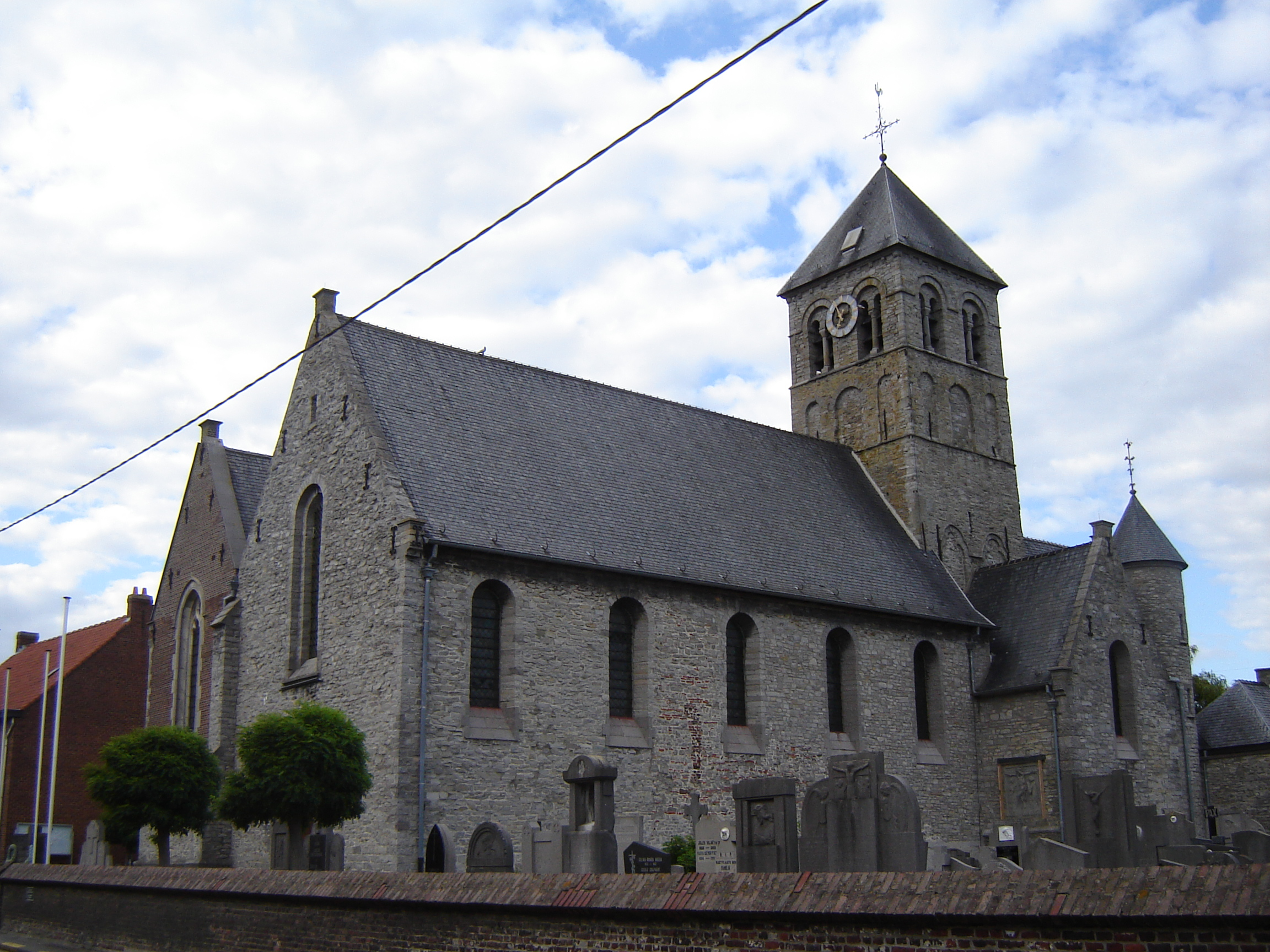
Kerk Onze-Lieve-Vrouw Geboorte en Sint-Eligius.

## Démographie

### Évolution démographique
- Sources : INS, Rem. : 1831 jusqu'en 1970 = recensements, 1976 = nombre d'habitants au 31 décembre[3].